# Stelis reitzii
Stelis reitzii är en orkidéart som beskrevs av Leslie Andrew Garay. Stelis reitzii ingår i släktet Stelis och familjen orkidéer. Inga underarter finns listade i Catalogue of Life.